# Guilty Pleasure (musikalbum)
Guilty Pleasure  är det andra studioalbumet från den amerikanska popsångerskan och skådespelerskan Ashley Tisdale. Albumet släpptes den 16 juni 2009 i USA via Warner Bros. Records.  Den första singeln från albumet heter "It's Alright, It's OK", och släpptes redan den 14 april 2009.

## Låtar på skivan
1.  "Acting Out" (Tisdale, Johan Alkenäs, Steve McMorran, Joacim Persson, David Jassy)
2.  "It's Alright, It's OK" (Joacim Persson, David Jassy, Johan Alkenäs, Niclas Molinder) 	2:59
3.  "Masquerade"
4.  "Overrated" (Tisdale, Johan Alkenäs, Pontus Jacobsson, Charles Masson, Niclas Molinder, Joacim Persson)
5.  "Hot Mess"
6.  "How Do You Love Someone?"
7.  "Tell Me Lies"
8.  "What If" (Tisdale, Kara DioGuardi, Joacim Persson, Johan Alkenäs, Niclas Molinder )
9.  "Erase & Rewind" (Tisdale, RedOne)
10. "Hair"
11. "Delete You"
12. "Me Without You" (Jared Murillo; Tisdale; Toby Gad;)
13. "Crank It Up" (David Jassy
14. "Switch" (Jonh Hermanson, Eric Fawcett)
Bonuslåtar
15.  "I'm Back" (Tisdale, Tommy Page) 	3:30
16.  "Watcha Waiting For" (Tisdale, Johan Alkenäs, Joacim Persson, David Jassy)

## Skivsläpp
| Land           | Datum        | Skivbolag                      | Format                    | Katalog     | Länk        |
| -------------- | ------------ | ------------------------------ | ------------------------- | ----------- | ----------- |
| Tyskland       | 12 juni 2009 | WEA International/Warner Music | CD                        | 93624978251 | [ 7 ]       |
| Storbritannien | 15 juni 2009 | WEA International/Warner Music | CD                        |             | [ 8 ]       |
| USA            | 16 juni 2009 | Warner Bros. Records           | CD/Deluxe Limited Edition | B00204AA1I  | [ 3 ] [ 9 ] |
| Kanada         | 16 juni 2009 | Warner Bros. Records           | CD/Deluxe Limited Edition |             |             |
| Världen över   | 16 juni 2009 | WEA International/Warner Music | Deluxe Limited Edition    |             | [ 10 ]      |
| Brasilien      | 30 juni 2009 | WEA International/Warner Music | CD                        |             |             |
| Chile          | 30 juni 2009 | WEA International/Warner Music | CD                        |             | [ 11 ]      |
| Spanien        | 30 juni 2009 | WEA International/Warner Music | CD                        |             | [ 12 ]      |